# Blue jet

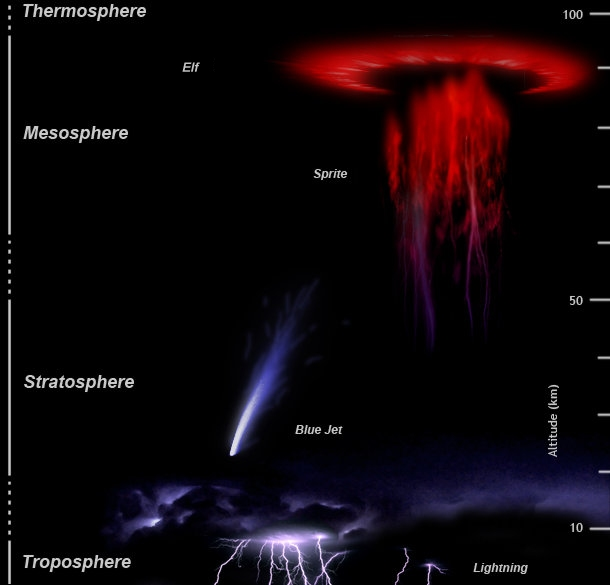
Overzicht van diverse stratosfeerontladingen

Blue Jets of gewoon jets zijn net als Red sprites en Elves een soort stratosfeerontlading.
Blue jets zijn blauwachtige stralen die schuin omhoog schieten vanaf de top van een cumulonimbus boven een onweersbui. Ze bereiken daarbij een hoogte van zo'n 40 tot 50 kilometer. Ze komen niet zo hoog als de Red sprites, maar lijken wel duidelijker. De snelheid waarmee blue jets omhoog schieten is zo'n 350.000 kilometer per uur. Ze worden in verband gebracht met de hagel in onweersbuien.
Blue jets zijn voor het eerst gedocumenteerd op 21 oktober 1989 op een video-opname genomen vanuit de Spaceshuttle toen deze Australië passeerde. Net als met de Red Sprites zou het kunnen gaan om stroompjes die worden gegenereerd door potentiaalverschillen in het bovenste deel van de atmosfeer, veroorzaakt door de lading van de zonnewind. 